# آرون تیلور-جانسون
آرون پری تیلور-جانسون (انگلیسی: Aaron Perry Taylor-Johnson؛ زادهٔ ۱۳ ژوئن ۱۹۹۰) بازیگر انگلیسی است. او برای بازی در فیلم کیک-اس (۲۰۱۰) و انتقام‌جویان: عصر اولتران (۲۰۱۵) شناخته شده است. او برای بازی در فیلم حیوانات شب‌زی (۲۰۱۶) برندهٔ جایزهٔ گلدن گلوب شد. تیلور-جانسون در فیلم تنت (۲۰۲۰) حضور داشته و نقش کریون شکارچی را در فیلمی به همین نام (۲۰۲۳) ایفا کرده است.

## زندگی هنری
او بازیگری را از سن ۶ سالگی شروع کرد و در فیلم‌هایی چون شعبده‌باز (۲۰۰۶) و آنگوس، شورت و ماچ عالی (۲۰۰۸) حضور داشت. او در فیلم‌های معروفی چون پسر هیچ‌کجا (۲۰۰۹) در نقش جان لنون، کیک-اس (۲۰۱۰) و قسمت دومش کیک-اس ۲: گلوله‌ها به دیوار (۲۰۱۳) در نقش اول فیلم و گودزیلا (۲۰۱۴) بازی کرده است. وی تا زمان بازی در کیک-اس ۲ به نام آرون جانسون شناخته می‌شود که با ازدواج با کارگردان سم تیلور-وود آن را عوض کرد.

## زندگی شخصی
آرون در های وایکام، باکینگهام‌شر، انگلستان به دنیا آمد. مادرش خانه‌دار و پدرش مهندس عمران بود.
او با سم تیلور-وود در سال ۲۰۱۲ در کاخ بابینگتون، سامرست ازدواج کرده و پدر ۲ دختر - ویلدا ری (متولد ۷ ژوئیه ۲۰۱۰) و رومی هرو (متولد ۱۸ ژانویه ۲۰۱۲) - است.
جانسون پیرو دین یهودی است.

## فیلم‌شناسی

### فیلم
| سال  | عنوان                                    | نقش                       | توضیحات                                |
| ---- | ---------------------------------------- | ------------------------- | -------------------------------------- |
| ۲۰۰۲ | تام و توماس                              | تام/توماس                 |                                        |
| ۲۰۰۲ | آخرالزمان                                | جانسون                    |                                        |
| ۲۰۰۳ | پشت درهای بسته                           | سم گودوین                 |                                        |
| ۲۰۰۳ | شوالیه‌های شانگهای                        | چارلی چاپلین              |                                        |
| ۲۰۰۴ | مرده سرد                                 | جورج                      |                                        |
| ۲۰۰۶ | شاه دزد                                  | پراسپر                    |                                        |
| ۲۰۰۶ | شعبده‌باز                                 | آیزنهایم جوان             |                                        |
| ۲۰۰۵ | ساقدوش                                   | مایکل (۱۵ ساله)           |                                        |
| ۲۰۰۶ | یادگیرندگان سریع                         | نیل                       |                                        |
| ۲۰۰۷ | در جادویی                                | فلیپ                      |                                        |
| ۲۰۰۷ | شرلوک هلمز و اتفاقات غیرعادی خیابان بیکر | فینچ                      | فیلم تلویزیونی                         |
| ۲۰۰۸ | آدمک                                     | دنی                       |                                        |
| ۲۰۰۸ | آنگوس، شورت و ماچ عالی                   | روبی جنینگز               |                                        |
| ۲۰۰۹ | بزرگ‌ترین                                 | بنت برور                  |                                        |
| ۲۰۰۹ | پسر هیچ‌کجا                               | جان لنون                  |                                        |
| ۲۰۱۰ | کیک-اس                                   | دیوید «دیو» لیزسکی/کیک-اس |                                        |
| ۲۰۱۰ | اتاق گفتگو                               | ویلیام                    |                                        |
| ۲۰۱۱ | آلبرت نابز                               | جو                        |                                        |
| ۲۰۱۲ | وحشی‌ها                                   | بن                        |                                        |
| ۲۰۱۲ | آنا کارنینا                              | کنت ورانسکی               | ذکر شده با نام آرون جانسون در آخر فیلم |
| ۲۰۱۳ | کیک-اس ۲: گلوله‌ها به دیوار               | دیوید «دیو» لیزسکی/کیک-اس | ذکر شده با نام آرون جانسون در آخر فیلم |
| ۲۰۱۴ | کاپیتان آمریکا: سرباز زمستان             | پیترو ماکسیمف/نقره سریع   | حضور کوتاه                             |
| ۲۰۱۴ | گودزیلا                                  | ستوان فورد برودی          |                                        |
| ۲۰۱۵ | انتقام‌جویان: عصر اولتران                 | پیترو ماکسیمف/نقره سریع   |                                        |
| ۲۰۱۶ | حیوانات شب‌زی                             |                           |                                        |
| ۲۰۱۷ | دیوار                                    |                           |                                        |
| ۲۰۱۸ | پادشاه یاغی                              | جیمز داگلاس، لرد داگلاس   |                                        |
| ۲۰۱۹ | یک میلیون قطعه کوچک                      | جیمز فری                  |                                        |
| ۲۰۲۰ | تنت                                      | آیوز                      |                                        |
| ۲۰۲۱ | کینگزمن                                  | آرچی رید                  |                                        |
| ۲۰۲۲ | قطار سریع‌السیر                           | نارنگی                    |                                        |
| ۲۰۲۳ | کریون شکارچی                             | کریون                     | در دنیای مرد عنکبوتی سونی              |
| ۲۰۲۴ | فال گای                                  | تام رایدر                 |                                        |
| ۲۰۲۴ | نوسفراتو                                 | فردریش هاردینگ            |                                        |
| ۲۰۲۵ | ۲۸ سال بعد                               |                           |                                        |
| ۲۰۲۵ | فیوز                                     |                           |                                        |

### مجموعه تلویزیونی
| سال  | عنوان           | نقش            | توضیحات               |
| ---- | --------------- | -------------- | --------------------- |
| ۲۰۰۱ | آرمادیلو        | لومیر بلک جوان |                       |
| ۲۰۰۳ | قبض             | زک کلاف        | قسمت: «۱۶۲»           |
| ۲۰۰۴ | مسئلهٔ خانوادگی  | پال سولیوان    | ۱ قسمت                |
| ۲۰۰۴ | پسر پر          | نایکر          | ۳ قسمت                |
| ۲۰۰۶ | نباید زنده باشم | مایک           | ۴ قسمت                |
| ۲۰۰۶ | سانحه           | جان بایرن      | قسمت: «کروات‌های ساکت» |
| ۲۰۰۷ | با من حرف بزن   | آرون           | ۴ قسمت                |
| ۲۰۰۷ | به زودی         | ایون           | قسمت: «۹۹، ۱۰۰»       |
| ۲۰۰۷ | تقریباً معروف    | اون استفانز    | ۶ قسمت                |